# Camp David-akkoorden

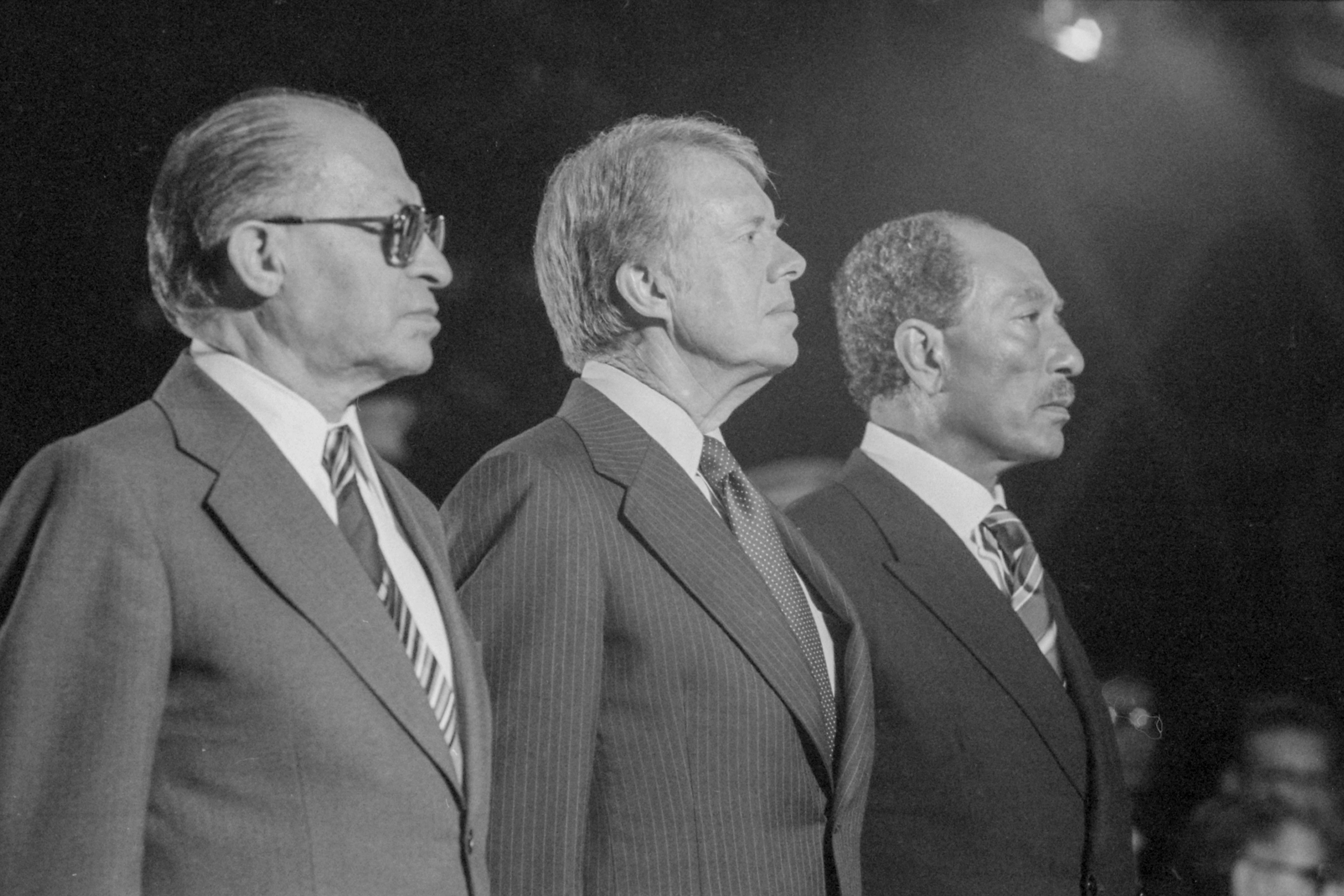
Menachem Begin, Jimmy Carter en Anwar Sadat in Camp David

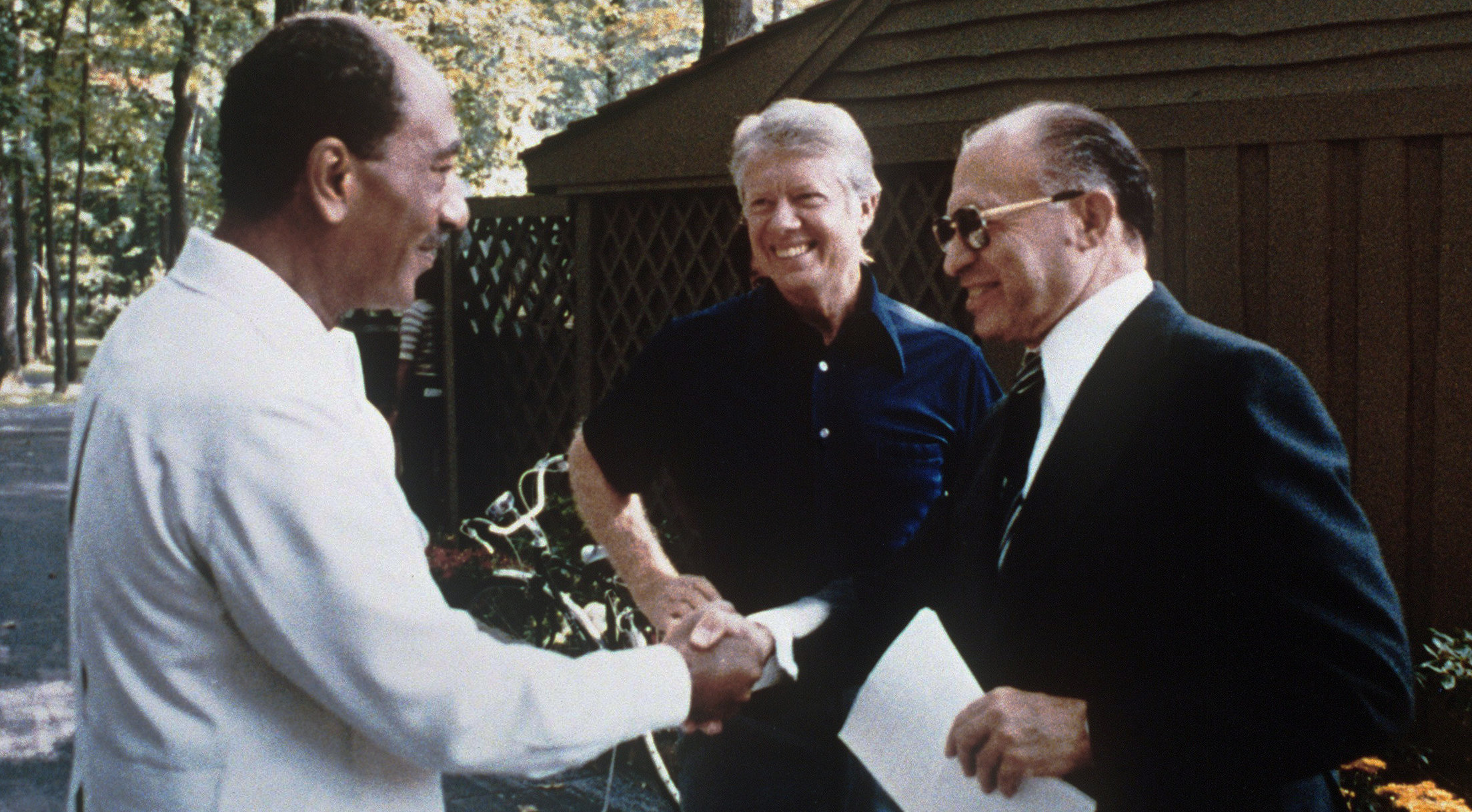
De gesprekspartners voor de Camp David-akkoorden

De Camp David-akkoorden werden op 17 september 1978 getekend door president Anwar Sadat van Egypte en premier Menachem Begin van Israël. Ze omvatten een raamwerk voor vrede in het Midden-Oosten. De akkoorden zijn genoemd naar de plaats waar ze gesloten zijn: Camp David, het buitenverblijf van de Amerikaanse presidenten.
Anwar Sadat schreef geschiedenis toen hij in november 1977 de Knesset (het Israëlische parlement) toesprak, om deze tot vrede te bewegen. Op 17 september 1978 tekenden Israël en Egypte in het bijzijn van de Amerikaanse president Jimmy Carter de 'Camp David-akkoorden'. De vertegenwoordiger van Egypte was president Sadat, die van Israël Likoed-premier Begin.
Met dit raamwerk voor een te tekenen vredesovereenkomst erkende Egypte het bestaansrecht van Israël en werd de Sinaï, die Israël sinds 1967 bezet hield, aan Egypte teruggegeven. Het akkoord werd Sadat door andere Arabische landen niet in dank afgenomen; Egypte werd door de Arabische Liga tijdelijk geschorst. Sadat moest het met zijn leven bekopen: in 1981 werd hij in Caïro doodgeschoten.

## Achtergrond

### Arabisch-Israëlisch conflict
De staat Israël werd in 1948 door zionisten opgericht in een gebied dat tot dan toe overwegend werd bewoond door Arabieren en een minderheid van Joden. Direct na de proclamatie schreef de Jewish Agency aan de Amerikaanse president Harry Truman, dat de republiek Israël was uitgeroepen binnen de voorgestelde grenzen van VN-resolutie 181. Truman erkende per omgaande namens de regering dat de VS de voorlopige regering van de de facto nieuwe staat Israël. Deze erkenning werd tien minuten na de aangekondigde proclamatie bekend gemaakt. Op 24 oktober herbevestigde Truman in een verklaring twee maal de erkenning van Israël binnen de grenzen van het VN-verdelingsplan in Resolutie 181, met de toevoeging dat wijziging van die grenzen alleen met instemming van Israël zou moeten plaatsvinden. Hij herhaalde ook het standpunt van de VS voor het plaatsen van Jeruzalem onder internationaal gezag, het Corpus Separatum, dat eveneens onderdeel is van Resolutie 181. De omringende Arabische landen accepteerden de nieuwe staat niet, omdat zij de verdeling onrechtvaardig vonden en een ontkenning van het recht op zelfbeschikking voor de niet-joodse bevolking. Het Arabisch-Israëlisch conflict dat in 1947 was begonnen met de Arabisch-Israëlische Oorlog van 1948 laaide verder op.
Met militaire steun van het Westen wist Israël in de Zesdaagse Oorlog van juni 1967 de rest van Historisch Palestina plus de Golan en de Sinaï te veroveren. In alle bezette gebieden werden Israëlische nederzettingen gevestigd.
Het Raamwerk voor de totstandkoming van een vredesverdrag tussen Egypte en Israël in de Camp David-akkoorden legde de basis voor het vredesverdrag met Egypte in maart 1979, maar niet voor vrede met de andere Arabische landen. De bezetting van de Syrische Golanhoogten kwam niet ter sprake en teruggave van Oost-Jeruzalem, dat deel uitmaakt van de Westoever, al helemaal niet. Premier Menachem Begin maakte bij voorbaat duidelijk dat Israël niet bereid was Oost-Jeruzalem op te geven en dit onderwerp werd daarom niet in de Akkoorden opgenomen. Op 17 september 1978 schreef Begin aan Carter dat de Knesset al op 28 juni 1967 wettelijk had vastgelegd dat Oost- en West-Jeruzalem de ondeelbare hoofdstad van Israël zijn.
Met pijn was Israël bereid om in ruil voor een vredesverdrag met Egypte de bezette Sinaï – waar reeds eerste nederzettingen waren verschenen – terug te geven, mits Egypte zijn claim op de Gazastrook – waar eveneens al nederzettingen waren gevestigd – zou opgeven. De bezetting van Gaza zou daarmee voortduren.

### Palestijns-Israëlisch conflict
Het Raamwerk voor vrede in het Midden-Oosten handelt voornamelijk over het lot van de Palestijnen in de Palestijnse gebieden, met de bedoeling tot een oplossing voor het Israëlisch-Palestijns conflict te komen. Noch Jordanië, noch de Palestijnen zelf waren partij bij de totstandkoming van de Camp David-akkoorden. Dit deel was niet succesvol, maar legde wel de basis voor de Oslo-akkoorden 10 jaar later en het daarmee verbonden vredesverdrag met Jordanië in oktober 1994. Israël was niet bereid om de bezetting van de Palestijnse gebieden geheel op te geven en een onafhankelijke Palestijns staat te accepteren, ook niet in de Oslo-akkoorden, die in essentie voornamelijk bedoeld waren om onderhandelingen tussen Israël en de PLO over een zelfregering te faciliteren.

Het Allon-plan, gebaseerd op de "Jordaanse optie" met een verbinding met Jordanië

Direct na de verovering in 1967 overwoog Israël de keuze tussen twee opties: a. de "Jordaanse optie", waarbij een groot deel van de Westoever opnieuw onder Jordaanse controle zou komen en de Palestijnse inwoners onder Jordaans bestuur zouden komen, of b. de "Palestijnse optie", waarbij de gehele Westoever, inclusief de Palestijnse inwoners, onder Israëlisch militair bestuur zouden blijven. Reeds op 27 juli 1967 presenteerde Yigal Allon zijn Allon-plan, waarin werd gekozen voor de "Jordaanse optie", waarbij het westelijke deel de Westoever, noordelijk en zuidelijk van Groot-Jeruzalem, als enclave via een passage met Jordanië was verbonden en het autonomie-probleem aan Jordanië werd overgelaten. De Jordaanvallei en Jeruzalem zouden daarbij definitief in Israëlische handen blijven. Het Palestijnse gebied zou worden gedemilitariseerd en in de Jordaanvallei zouden Israëlische troepen bijven gestationeerd. Het Allon-plan was strijdig met het streven naar volledige annexatie van de Westoever en sloot daarmee de "Palestijnse optie" uit. Het zuidwestelijke deel, onder Jeruzalem, kwam in het Allon-plan evenwel in aanmerking voor eventuele annexatie, samen met het oostelijke gebied.
Het Allon-plan voorzag niet alleen nederzettingen in de Palestijnse gebieden, maar ook op de bezette Golan, waaruit het grootste deel van bevolking was verdreven. Het plan stelde voor daar 20 agrarische dorpen te bouwen voor zo'n 7000 mensen langs de demarcatielijn met  Syrië en Libanon. Na het afsluiten van de Camp David-akkoorden werd echter prioriteit gegeven aan de kolonisering van de Westoever. De Gazastrook kwam niet in het plan voor, maar werd nu ook urgent. In Gaza moest een ring van nederzettingen het gebied isoleren van Egypte voordat de Akkoorden zouden leiden tot teruggave van de Sinaï.
Het Allon-plan werd echter nimmer uitgevoerd, maar wel werden er steeds meer nederzettingen gebouwd over de hele Westoever. Israël concludeerde dat de "Jordaanse optie" niet haalbaar was, toen Jordanië bleef vasthouden aan VN-resolutie 242, die uitging van teruggave van het bezette gebied. In maart 1972 stelde Koning Hoessein een federatie voor tussen een Palestijnse staat op de West- en Oostoever en Jordanië onder zijn koningschap en in juni 1977 nogmaals met alleen de Westoever als autonome staat. Beide voorstellen werden afgewezen door de PLO.
In 1977 kwam Israël met een plan voor zelfbestuur voor de inwoners van de Bezette gebieden. Volgens dit plan zouden de Westoever en Gaza onder Israëlisch bestuur districten met "administratieve autonomie" worden, waarbij de Palestijnen, ook die in Gaza (net als in het geannexeerde Oost-Jeruzalem) de keuze zouden hebben tussen Israëlisch of Jordaans burgerschap. Zij die zouden kiezen voor Israëlisch burgerschap zouden zich vrij mogen vestigen in Israël, maar alle Israëlis zouden zich ook vrij mogen vestigen in de bezette gebieden en daar land mogen aankopen. In Bethlehem zou ter vervanging van de militaire regering een "Administratieve Raad" met beperkt zelfbestuur voor de Bezette gebieden komen, bestaande uit elf afgevaardigden. In het plan werd Israëlische soevereiniteit over de Bezette gebieden geclaimd. In de Knesset verklaarde premier Begin na ondertekening van de Camp David-akkoorden, dat dit autonomieplan de basis vormde van het raamwerk over de Bezette gebieden.

## Inhoud
De Camp David-akkoorden bestaan uit twee delen:
1. Het "Framework for the Conclusion of a Peace Treaty between Egypt and Israel", dat gaat over een vredesverdrag tussen Egypte en Israël. Het bevatte de volgende kernpunten:
- Respecteren van de Egyptische soevereiniteit tot aan de internationaal erkende grens met het Mandaatgebied Palestina
- Terugtekking van Israël uit de bezette Sinaï
- Bestemming van de door Israël gebruikte vliegvelden in de Sinaï voor enkel civiel gebruik
- Vrije doorvoer door de Golf van Suez het Suezkanaal voor alle staten
- Aanleg van een snelweg tussen de Sinaï en Jordanië
- Afspraken over de stationering van militaire eenheden
- Gefaseerde terugtrekking van Israëlische troepen

2. Het "Framework for Peace in the Middle East", dat gaat over een breder vredesverdrag tussen de Arabische landen en Israël op basis van Resolutie 242 en Resolutie 338 van de VN-Veiligheidsraad, inclusief autonomie voor de Palestijnen op de Westoever en in Gaza. Dit is het meest uitgebreide deel en bestaat uit drie onderdelen:
- "Volledige autonomie" voor de Palestijnen (geen eigen staat!) op basis van de resoluties 242 en 338
- Onderhandelingen over een vredesverdrag op basis van het hierboven genoemde "Framework" dat in de Akkoorden was opgenomen
- Principes en maatregelen die van toepassing zouden zijn bij vredesverdragen tussen Israël en zijn buurlanden

Het onderdeel over Palestijnse autonomie was tamelijk gedetailleerd en belangrijke elementen zouden later terugkomen in de Oslo-akkoorden, zoals een overgangsperiode van maximaal vijf jaar die zou moeten uitmonden in een vredesverdrag en de oprichting van een Palestijnse Autoriteit voor uitsluitend de inwoners van de Westoever en Gaza. Alleen waren de onderhandelende partijen voor een vredesverdrag met Israël niet de Palestijnen, maar Jordanië en Egypte.
Het raamwerk voorzag in de terugtrekking van de Israëlische militaire regering en zijn Civil Administration zodra de Palestijnse Autoriteit was verkozen bij vrije verkiezingen:
"Om de inwoners volledige autonomie te geven, zullen onder dit akkoord de Israëlische militaire regering en zijn civiele administratie worden teruggetrokken zodra een zelfregerende autoriteit vrij is verkozen door de inwoners van deze gebieden om de bestaande militaire regering te vervangen.

## Israëlische positie
Bij de presentatie van de Camp David-akkoorden in de Knesset ter goedkeuring verklaarde premier Menachem Begin op 25 september 1978:
"… De basis voor het raamwerk over Judea, Samaria en Gaza is ons autonomieplan, dat we in december vorig jaar hebben voorgesteld. En dit zijn onze voorstellen: De Israëlische militaire regering en zijn civiele administratie zullen worden teruggetrokken. … Wat betreft onze nationale veiligheid, is het kernpunt dat de IDF in Judea, Samaria en Gaza zal blijven. … We lieten er geen twijfel over bestaan en zeiden, dat na de vijfjarige overgangsperiode, als over de kwestie van soevereiniteit moet worden besloten, wij zullen opkomen voor ons recht op soevereiniteit over Judea, Samaria en Gaza. … Er zal geen referendum komen in Judea, Samaria en Gaza. … Er is geen en zal onder geen enkele voorwaarde of omstandigheden een Palestijnse staat zijn. ..."
Premier Begin wees de termen "Palestijnen" en "Palestijnse volk" in de Akkoorden af en verklaarde dat deze moesten worden gelezen als "Palestijnse Arabieren". Sadat bleef op het standpunt dat Oost-Jeruzalem Arabisch gebied is.

## Gedeeltelijke afwijzing in de Verenigde Naties
Enkele maanden na de ondertekening werd in de Algemene Vergadering van de Verenigde Naties de Resolutie 34/65 aangenomen, waarin het deel van de Camp David-akkoorden over de Palestijnen werd afgewezen en ongeldig verklaard, omdat deze buiten de VN en de PLO om waren afgesloten. Alle deelakkoorden die in strijd waren met het recht op zelfbeschikking en een onafhankelijke staat en de terugkeer van Palestijnse vluchtelingen en de Israëlische bezetting voor lief namen werden sterk veroordeeld. Hiermee werd de politieke positie van de PLO ook aanzienlijk versterkt.

## Onderhandelingen over Palestijnse autonomie
In het begin van de jaren negentig leidden hernieuwde onderhandelingen tot de Oslo-akkoorden, die op 13 september 1993 in Washington D.C. werden ondertekend. In deze akkoorden kregen de Palestijnen zelfbestuur onder een Palestijnse Autoriteit. Verdere onderhandelingen in 2000 tussen Israël (Ehud Barak) en de Palestijnse Autoriteit (Yasser Arafat) over Palestijnse autonomie bleven zonder resultaat. Beide partijen hebben een eigen versie over de mislukking ervan en geven de andere partij de schuld.